# バフィー吉川
バフィー吉川（バフィーよしかわ）は、岐阜県出身の日本の映画評論家（ライター）、ヒンディー・ミュージック評論家。

## 略歴
自営業で貿易関係をしながら、様々な雑誌・ウェブ媒体、そして自身の映画批評サイト「Buffys Movie & Money!」で記事を執筆している。
年間で700～1100本以上の映画を鑑賞し、特にインドなど南アジアのエンタメ全般に精通しており、地上波音楽番組制作監修なども行う。
アメコミ(映画・原書)、ミュージカル、ホラー、特撮ヒーローに関しての知識も豊富であり、アメコミ販売サイト"Buffys Comics"も運営。
バフィーの名前の由来は海外ドラマ「バフィー 〜恋する十字架〜」の主人公バフィー・アン・サマーズから。同作に出演していたバフィーの妹ドーン役のミシェル・トラクテンバーグとは学生時代に数回文通したことがある。
2024年4月からインド音楽情報サイト「NEXT InDoor」でインドを中心とした南アジア音楽の最新情報を発信中。
I-POPガールズグループW.i.S.H.の日本PRも行っている。
映画秘宝「映画とカルチャー:インド編」を連載中。ほかにもアメコミ映画記事を担当することも。
インタビューやインド映画のPR協力も多数。

## 出演作品

### テレビ
- 日本テレビ「ZIP！」2022年11月8日　SHOWBIZコーナー

### VTR・選曲監修
- NHK 「ABUソングフェスティバル2022」2022年12月30日

### WEB番組
- Youtubeチャンネル「BLACKHOLE 」『RRR』と激乱インド映画大特集
- ぴあ『バンバン！』を楽しむための予習特別生配信

### ラジオ
- TBSラジオ「アフター6ジャンクション」
  - 2022年10月「インド映画特集」
  - 2022年12月「インド映画音楽3選」
  - 2023年2月「インドエンタメ最前線特集[4]」
- NHK-FM 「GReeeeN HIDEのミドリの2重スリット」

### インターネットラジオ
- block FM「バフィー吉川のI-POP IMPACT!」
- stand.fm「バフィーの映画な話」

### トークショー
- 福岡アジア美術館「アジアン・ポップ☆ナイト」2024年5月25日

## 著書

### 著作
- つむぎ書房「発掘!未公開映画研究所」 2021年9月6日発売

### 記事掲載
- クイック・ジャパン
- SPA!
- IGN Japan
- リアルサウンド
- エンタメネクスト
- サイゾー
- ふたまん+
- Mashup Reporter
- Cinra
- マグミクス
- 映画「モータルコンバット」オフィシャルコメント
- 映画「クワイエット・プレイス:DAY 1」オフィシャルコメント
- 週刊プレイボーイ(2022年11月21日発売号)
- anan(2022年12月7日発売号) なだぎ武と対談
- 産経新聞(5月27日夕刊)
- 女性セブン4月27日号
- メンズノンノ2023年7月号
- 週刊新潮 2023年8月3日号(中国検閲について)